# پایگاه هوایی هاتزریم
پایگاه هوایی هاتزریم (به انگلیسی: Hatzerim Airbase) یک فرودگاه نظامی است. این پایگاه در کشور اسرائیل بخش بئرشبع قرار دارد و در ارتفاع ۲۲۰ متری از سطح دریا واقع شده‌ است. اسکادران ۱۰۷ در این پایگاه مستقر است.